# Pertica Bassa
Pertica Bassa ist eine norditalienische Gemeinde (comune) mit 571 Einwohnern (Stand 31. Dezember 2023) im Val Sabbia der Provinz Brescia in der Lombardei. Die Gemeinde liegt etwa 26 Kilometer nordnordöstlich von Brescia am Degnone und gehört zur Comunità Montana della Valle Sabbia.